# سینه‌سرخ جنگلی
سینه‌سرخ جنگلی (نام علمی: Stiphrornis) نام یک سرده از تیره مگس‌گیران است.